# نظام عد عشريني
نظام العد العشريني (بالإنجليزية: Vigesimal) هو نظام عد ذو رقم أساس 20, ويسمى هذا النظام عد عشريني، وتستخدم فيها الحروف من A إلى K, وهي تستخدم غالباً تحت عنوان «أنظمة خاصة» أي أنها ليست شائعة في استخدامها كثيراً في تحويلها إلى نظام عد آخر.

## أمثلة تطبيقية
- K + 1 = 10
- 9 + 9 = J
- 9I + 3C = 100